# 포항 스틸러스
FC 포항 스틸러스(Football Club Pohang Steelers)는 대한민국 경상북도 포항시에 있는 축구 선수단이다. 포항스틸러스가 운영하는 남자 프로 축구단이며, 1973년에 창단되었다. 포항시를 연고로 하고 K리그1에 참가하고 있다.
축구단을 운영하는 포항스틸러스 법인은 법적으로는 상법상 주식회사이며 포스코의 계열사이다. 1973년에 창단된 포항 스틸러스는 대한민국에서 가장 오래된 프로축구단으로, 창단 후 50년이 지나는 동안 지금까지 이회택, 최순호, 홍명보, 황선홍, 이동국 등 대한민국을 대표하는 간판 스타를 비롯하여 50여 명의 국가대표 선수를 배출하였다. 1990년 대한민국 최초의 축구전용구장인 포항스틸야드를 건립하였고, 2000년 K리그 구단 최초로 클럽하우스를 건립하였다. 또한 포항 스틸러스는 1986년, 1988년, 1992년, 2007년, 2013년 K리그1 우승, 1996년, 2008년, 2012년, 2013년, 2023년, 2024년 코리아컵 우승, 1996-97, 1997-98, 2009년 AFC 챔피언스리그 엘리트 우승, 2009년 FIFA 클럽 월드컵 3위 등 명문 역사를 자랑한다.

## 역사

### 창단과 전성기 (1973~1998)
1973년 4월 1일 포항제철의 실업 축구단으로 창단하여 5월 2일 대한축구협회에 선수 등록을 완료하였다. 창단 멤버는 이회택 등 총 13명이었고, 초대 감독은 한홍기가 맡았다. 창단 후 전국실업축구연맹전에 참가하였다. 창단 이듬해에 대통령배 전국축구대회 결승전에서 성균관대학교를 꺾고 우승하였고, 창단 2년만인 1975년에는 춘계 전국실업축구연맹전 우승을 차지하였다. 1981년 추계 대회에서 두 번째 우승을 차지하였고, 1982년 연중 리그로 개편된 코리언리그에서 우승을 차지하였다.
당시 실업축구 자체는 연고지 제도가 없었지만 창단후부터 구단 주관 친선경기 등을 대구와 포항 등에서 개최하며대구와 경북 지역을 대표하는 축구단으로 자리매김해 나가기 시작한다.
1983 시즌을 앞두고 새롭게 개편된 실업축구 코리언리그가 연고지 제도 도입을 계획하면서 포항시를 연고지로 채택하였다.(실제 연고지제가 시행되지는 않음) 그러나 1983년 출범한 프로축구 수퍼리그가 코리언리그 우승 팀인 포항제철을 리그로 끌어들였고, 수퍼리그의 원년 멤버로 가입하였다. 그리고 수퍼리그는 광역연고지를 채택하였기 때문에 대구와 경북 전체를 연고지로 하였고, 프로리그 가입에 맞추어 포항제철 돌핀스라는 이름으로 1983 시즌에 참가하였다. 1984년 2월에 프로 축구단으로 전환했고, 1985년에는 클럽 명칭을 포항제철 아톰즈로 변경하였다. 1985 시즌을 앞두고 12년 간 감독직을 수행해오던 한홍기가 부단장으로 승격하였고, 최은택이 2대 감독으로 선임되었다. 그리고 1986년 축구대제전에서 우승함으로써 처음으로 프로 리그 우승을 차지하였다. 1년 만에 최은택 감독이 한양대학교 교수로 복귀하면서 이회택이 3대 감독으로 취임하였다. 1988 시즌에 리그 두 번째 우승을 차지하였다.
1990년 대한민국 최초로 축구 전용 구장인 포항스틸야드를 준공하였다. 1990년 11월 10일 고려대학교 축구부와 개장 기념 경기를 가졌고, 1991 시즌부터 홈 구장으로 사용하기 시작하였다. 1992 시즌에는 4년 만에 세 번째 리그 우승을 달성하였다.
1993년에는 프로스펙스,  1994년부터 1995년까지는 조선맥주 (하이트)와 유니폼 광고계약을 맺기도 했으며  1995년 5월 29일 ㈜포항프로축구라는 이름의 독립 법인으로 출범하였고, 아톰 캐릭터 저작권 문제로 1997년 현재의 명칭인 포항 스틸러스로 변경하였다. 한편 1996 시즌 외국인 선수 라데는 한국 프로 축구 최초로 10골 10도움을 달성하며 10-10 클럽에 가입하였고, 1997년과 1998년 아시안 클럽 챔피언십 2회 연속 우승, 대한민국 최초 프로 통산 200승을 달성하는 등 전성기를 맞았다.

### 하락기와 파리아스의 부임 (1999~2006)
2000 시즌에는 10개 팀 중 9위에 그치는 부진을 겪었는데 주전 골키퍼 조준호가 시즌 도중 당한 부상 때문에 컨디션이 회복되지 않아   골문이 취약해진 것이 컸으며 부진의 여파로 박성화 감독이 자진 사임하였고, 2군 감독이었던 최순호가 감독 대행으로 포항을 이끌었으며 다음 해 초 울산 현대 주전 골키퍼 김병지를 영입했는데 주전급 골키퍼 영입은  1992년 차상광 이후   처음이었다.
이듬해에도 포항은 5위에 그쳤으나, 최순호는 6대 감독으로 정식 부임하였고, FA컵에서는 준우승을 차지하였다. 2003 시즌을 앞두고 명가재건을 외치며 대폭 물갈이를 하였다. 최순호 감독을 제외한 코칭 스태프를 교체하였고, 홍명보, 하석주, 이동국, 이싸빅 등이 떠난 자리는 우성용, 이민성, 김기동 등으로 채웠다. 그러나 시즌 초까지 부진을 벗어나지 못하며 11위까지 떨어지는 모습을 보여주었다. 시즌 중반이 지나자 살아난 조직력을 바탕으로 상승세를 이어갔으며, 최종 7위로 시즌을 마쳤다. 지난 시즌 후반기의 상승세를 이어 2004 시즌에도 초반부터 1위를 고수하며 결국 전기 리그 우승을 차지하였지만, 후기 리그 결과에 상관 없이 플레이오프에 진출하게 됨에 따라 특별한 동기부여가 사라지면서 후기 리그에선 꼴찌를 기록하였다. 플레이오프 준결승에서 울산 현대 호랑이를 1-0으로 꺾고 결승전에 진출하였으나 수원 삼성 블루윙즈에게 승부차기 끝에 패하여 준우승에 머물렀다. 한편 문민귀는 신인왕에 올랐고, 5년 동안 팀을 이끌었던 최순호 감독은 시즌 종료 후 사임하였다.
최순호의 후임으로 브라질 출신의 세르지우 파리아스가 새로운 감독으로 임명되었다. 창단 이후 최초의 외국인 감독이었다. 파리아스 데뷔 시즌에 포항은 통합 5위에 그쳤으나, 파리아스의 공격 축구에 팬들은 만족을 표하였다. 또, 시즌 후반기인 11월에는 프로 구단 사상 최초로 1천 호 골을 터뜨리는 기록을 세웠다. 이 기록을 세운 선수는 수비수 이정호였다.

### 네 번째 우승과 아시아 정복 (2007~2010)

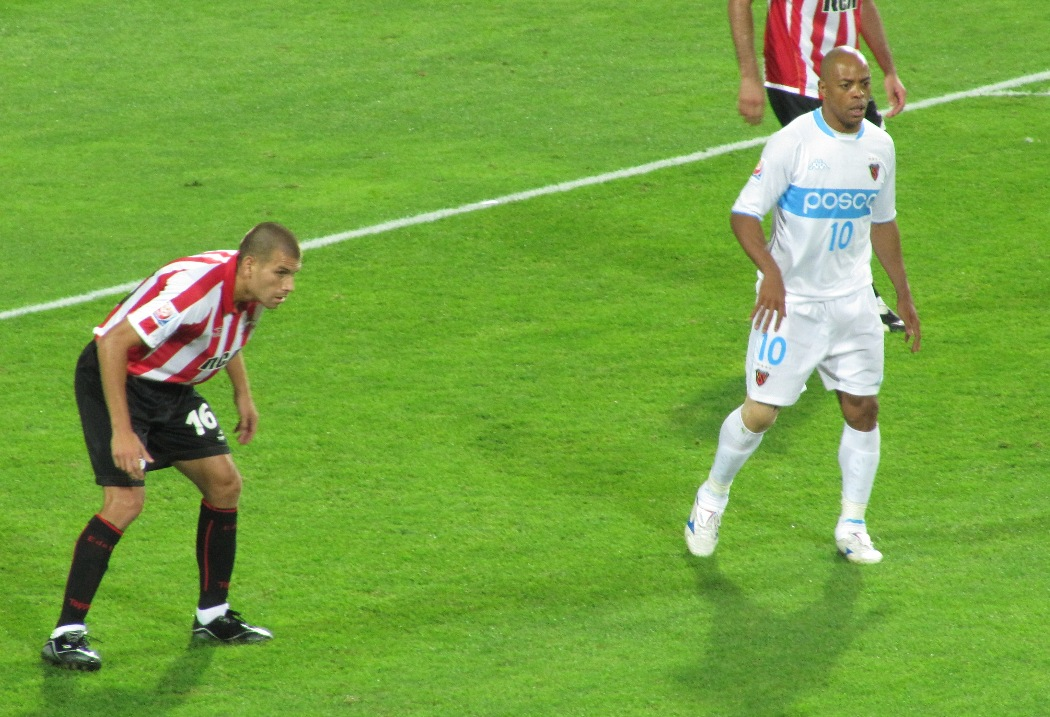
FIFA 클럽 월드컵 2009 준결승전에서 맞붙은 에스투디안테스와 포항 스틸러스.

2007년, K리그 포스트 시즌이 확대 개편되었다. 이른바 6강 플레이오프라 하여 정규리그 1~4위까지만 포스트 시즌에 진출해서 우승을 다투던 전 시즌과는 달리 2007 시즌부터는 정규 리그 5, 6위도 포스트 시즌에 진출해 우승을 놓고 한 판 승부를 벌일 수 있게 되었다. 포항은 정규리그 마지막 경기에서 인천 유나이티드를 3-2로 잡으며 정규리그 5위를 확정지으며 6강 플레이오프에 진출했고 6강 플레이오프에서 정규 리그 4위 경남 FC를 상대로 하여 정규 시간과 연장전, 그리고 승부차기까지 가는 접전 끝에 준 플레이오프에 진출하였고, 역시 6강 플레이오프에서 정규리그 6위 대전 시티즌을 꺾고 올라온 정규리그 3위 울산 현대를 만나 황재원과 이광재의 골에 힘입어 2-1로 승리하며 플레이오프에 진출했다. 상대는 2006 시즌 똑같은 무대에서 만나 포항을 좌절시켰던 정규리그 2위 수원이었다. 포항과 수원은 접전을 벌였고 후반 막판 프리킥 한방으로 승부가 갈렸다. 후반 41분 포항의 프리킥을 따바레즈가 감아찼고 이것이 박원재의 백헤딩에 맞고 들어갔다. 포항은 이 골을 지켜 1-0으로 승리하며 챔피언결정전에 진출했고, 정규리그 1위 성남 일화 천마를 상대하게 되었다. 포항은 챔피언결정전 1차전 홈 경기에서 박원재, 고기구, 이광재의 골로 3-1로 완승을 거두었다. 성남은 후반 막판에 장학영이 한 골을 만회하며 2차전의 설욕을 기대했다. 1주일 후 성남에서 열린 챔피언결정전 2차전은 역시 종합 득점에서 2골 뒤지는 성남이 공격적으로 나섰으나 골은 오히려 포항이 만들어냈다. 슈벵크가 전반 종료 직전 골을 넣었고 이 골은 결승골이 되어 포항의 1-0 승리로 끝이 났고, 포항은 2경기를 모두 이기며 합계전적 4-1로 15년만에 K리그 정상에 오르는 기쁨을 누렸다. 또 K리그 우승 팀 자격으로 2008 AFC 챔피언스리그 출전 티켓까지 얻었다. 포항은 FA컵 결승전에도 진출해 있었다. 구단 역사상 최초로 더블을 달성할 수 있는 좋은 기회였다. FA컵 결승 상대는 전남 드래곤즈였다. 결승 1차전이 전남의 홈에서 열리고, 2차전이 포항의 홈에서 열리게 되자 포항은 우승 축가를 홈에서 부를 수 있다는 생각에 들떠 있었지만 1차전에서 2-3으로 분패했고, 2차전마저 1-3으로 패하며 더블에 실패했다.
2008년, 2007 K리그 우승 팀 자격으로 2008 AFC 챔피언스리그에 참가하였으나 오스트레일리아의 애들레이드 유나이티드, 중국의 창춘 야타이 등에 밀리며 조별 예선에서 1승밖에 거두지 못하고 탈락하는 부진한 모습을 보였다. 이후 벌어진 리그컵에선 수원 삼성 블루윙즈에게 승부차기 끝에 패하며 그 해 첫 우승 도전에 실패했고 K리그 2008에서는 울산 원정에서 역시 승부차기 끝에 패해 K리그 2연패가 좌절됐다. 그러나 포항은 2008년 FA컵에서 경남 FC를 2-0으로 누르고 12년 만에 FA컵에서 우승하면서 다음해 2009 AFC 챔피언스리그 진출권을 획득하였다. 2009년 9월 13일에는 제주 유나이티드와의 원정 경기에서 무려 8골을 몰아 넣어 8-1 승리를 거둬 K리그 한 경기 최다 득점 기록을 세웠다. 그리고 이 기세를 몰아서 사흘 뒤인 9월 16일 벌어진 피스컵 코리아 2009 결승 2차전에서는 홈에서 역대 컵대회 결승전 최다골인 5골을 기록하며 부산 아이파크를 꺾고 우승하였다.
2009 AFC 챔피언스리그에서는 가와사키 프론탈레, 톈진 터다, 센트럴코스트 매리너스와 같은 조로 편성된 조별 예선을 무패로 통과하여 16강전에서 오스트레일리아의 뉴캐슬 유나이티드 제츠와 만나게 되었다. 2009년 6월 24일 포항의 홈에서 벌어진 16강전에서는 최효진의 해트트릭을 앞세워 6-0의 대승을 거뒀다. 8강에서는 우즈베키스탄의 부뇨드코르를 맞아 1차전에서 고전하며 3-1로 패배하였으나 홈에서 열린 2차전에서는 연장전까지 가는 접전끝에 스테보의 결승골로 준결승에 진출하였고, 준결승에선 카타르의 움 살랄 SC을 제압하여 결승전에 진출하였다. 11월 7일, 일본 도쿄 국립 경기장에서 열린 결승전에서 사우디아라비아의 알이티하드를 2-1로 꺾고 우승을 차지하였다. 이로써 포항 스틸러스는 전신인 아시아 클럽 챔피언십 2년 연속 우승(1997년, 1998년)까지 포함 통산 3번째 우승을 차지하면서 동시에 역대 최다로 아시아 챔피언의 자리에 오르게 되었다.
이후 아시아 챔피언의 자격으로 참가한 2009년 FIFA 클럽 월드컵 6강전에서 데닐손의 2골에 힘입어 아프리카 챔피언 TP 마젬베를 2-1로 꺾고 준결승에 진출하였으나 남아메리카 챔피언이자 후안 세바스티안 베론이 있는 에스투디안테스에 1-2로 패배하며 결승 진출은 아쉽게 실패하였다. 에스투디안테스전에서 포항 선수들이 심판의 논란이 된 판정으로 신화용 골키퍼와 김재성, 황재원 등 3명이나 퇴장 당하고, 공격수 데닐손이 골키퍼 장갑을 끼고 15분 여 동안 골문을 지키는 해프닝도 벌어졌다. 하지만 3, 4위 결정전에서 북중미 챔피언 아틀란테 FC를 승부차기 끝에 꺾고 3위의 호성적으로 대회를 마감하였다. 데닐손은 3경기에서 4골(마젬베전 2골, 에스투디안테스전 1골, 아틀란테전 1골)을 넣으며 득점왕에 올랐는데, 이는 종전 대회 득점왕 기록이었던 3골을 경신한 새로운 기록이었다.
클럽 월드컵 3, 4위전이 열리기 전 포항과 2년 재계약을 체결하여 2011년까지 계약 기간이 남아 있던 세르지우 파리아스 감독의 이적설이 나돌았다. 사우디아라비아의 클럽 알아흘리가 세르지우 파리아스 감독 영입에 성공했다며 포항에 위약금 40만 달러를 지불했다는 등의 기사가 올라와 팬들을 당황하게 했으나 세르지우 파리아스 감독은 구단과의 재계약을 존중하겠다는 의사를 밝혔다. 그러나 3, 4위전이 열리는 날 돌연 포항을 1년 정도 떠나겠다는 의사를 밝혔고, 그로 인해 포항과 마찰을 빚었다. 자녀 교육 환경이 좋지 않다는 이유를 들며 세르지우 파리아스 감독은 팀을 떠나겠다는 의사를 밝혔고 포항은 이는 계약 파기라며 위약금을 지불할 것을 요구했다.
결국 세르지우 파리아스 감독은 사우디아라비아의 알아흘리의 감독으로 부임했고 포항은 2010년 1월, 브라질 국적의 와우데마르 레모스 감독을 선임하였다. 2010년 2월, 프리시즌 기간에 홍콩에서 열린 구정컵 국제축구대회에서 우승을 차지하였다. 2010 K리그 첫 경기인 대구 FC와의 경기에서 승리하였으나 이후 월드컵 휴식기까지 11경기 2승 3무 6패의 부진한 성적을 거두자 성적 부진을 이유로 레모스 감독을 경질하고 박창현 수석코치 체제로 전환하였다. 레모스 감독 해임 이후 알아흘리에서 기대 이하의 성적을 내고 있는 세르지우 파리아스 감독의 방한과 맞물려 세르지우 파리아스 감독 재영입설이 불거지기도 하였으나 포항 구단이 박창현 수석코치에게 시즌이 끝날 때까지 감독 대행 역할을 맡길 것이라고 선언하여 논란은 일단락되었다.

### 황선홍의 '스틸타카' (2011~2015)
2010 시즌 리그 경기가 끝난 2010년 11월 8일, 포항 스틸러스의 프랜차이즈 레전드이자 부산 아이파크 감독으로 재직 중이던 황선홍이 부산 아이파크와 계약이 만료되자마자 포항 스틸러스의 새로운 사령탑으로 부임하였다. 아사모아와 슈바 외에는 특별한 보강 없이 임한 2011 시즌이었지만 시즌 초반 2위 자리를 점한 후 정규 리그가 끝날 때까지 2위를 수성하여 플레이오프에서 유리한 고지를 점하였다. 그러나 울산에 일격을 맞고 탈락하였다. 모따가 리그 13골 8도움을 기록하여 팀에서 최다 공격 포인트를 기록하였고 신인 고무열은 국내 선수 중 가장 많은 골을 기록하였고 신인왕에 도전했으나 신생팀 광주 FC의 이승기에게 밀려 수상에는 실패했다.
2012 시즌 초, 상무에 입대한 김재성과 김형일의 공백을 메우지 못하는 듯하며 부진하였으나, 6월 이후 세대 교체가 성공적으로 이루어지고 포항 특유의 패스 축구가 빛을 발하며 가파른 상승세를 탔다. 특히 여름 이후 최전방 공격수들의 부진과 부상 등으로 어쩔 수 없이 시도한 제로톱 전술이 팀의 색깔과 맞아떨어지며 마침내 포항은 FA컵 2012 우승을 차지하고, 정규리그 3위를 기록하는 성과를 냈다. 이명주는 데뷔 시즌 빼어난 활약으로 K리그 신인선수상을 수상하였고, 황진성은 40-40 클럽에 가입하는 활약으로 포항 선수들 중 유일하게 K리그 베스트 11에 올랐다.
2013 시즌을 앞두고 포항은 모기업인 포스코의 재정 악화로 인해 선수단 규모를 줄이고 외국인 선수들을 모두 내보내는 특단의 조치를 취할 수밖에 없었다. 그나마 FA 자격을 얻은 팀의 레전드급 선수 황진성, 신화용과의 재계약에 난항을 겪었으나 모두 재계약에 성공한 것이 다행이었다. 얇은 스쿼드와 함께 선수 전원이 국내 선수라는 점에 대해 많은 이들의 우려가 있었으나, 유스 출신 선수들의 활약과 FC 바르셀로나의 티키타카에 빗댄 포항 특유의 '스틸타카'가 빛을 발하며 좋은 성적을 내었고, 이 덕분에 황선홍 감독은 자의는 아니었지만 쇄국정책을 펼쳤던 흥선대원군에 빗대어 '황선대원군'이라는 별명을 얻기도 했다. 비록 AFC 챔피언스리그 2013에서 16강 탈락의 아픔을 겪었고 시즌 중에는 황진성이 부상으로 시즌 아웃되고 신진호가 카타르 SC로 임대되는 등 위기가 찾아왔으나 신인 김승대의 맹활약으로 그 자리를 잘 메울 수 있었다. FA컵 2013에서는 16강전부터 계속 원정 경기를 치러야 하는 불리함을 딛고 연전연승을 거두고 올라간 결승전에서 전북 현대를 승부차기 끝에 꺾고 우승을 차지했으며 K리그 클래식 2013에서도 리그 최종전 울산 원정에서 경기 종료 직전에 터진 수비수 김원일의 결승골로 1-0으로 승리하고 우승을 차지하며 K리그 팀 최초로 리그와 FA컵을 한 시즌에 석권한 더블을 달성하는 금자탑을 세우고 팀 창단 40주년을 자축하였다. 고무열은 8골 5도움의 뛰어난 활약으로 경쟁자들을 제치고 K리그 영플레이어상을 수상하였고, 황선홍 감독은 K리그 클래식 올해의 감독상을 수상하였다. 또한 K리그 베스트 11에도 김원일, 이명주, 고무열 3명이나 이름을 올렸다.
2014 시즌은 11년간 원클럽맨이었던 황진성을 비롯하여 박성호, 노병준 등을 떠나보냈지만 특별한 영입 없이 시작되었다. 리그 개막 후 2연패를 당하며 불안한 출발을 보였으나, 이후 월드컵 휴식기 이전인 12라운드까지 8승 1무 3패로 선전하였다. 또한 지난 몇 년간 인연이 없었던 AFC 챔피언스리그에서도 무패로 조별예선을 통과하였고, 16강전에서도 전북에 2승을 거두고 8강에 진출하였다. 특히 전반기에는 이명주와 김승대의 호흡이 돋보였는데, 이명주는 K리그 10경기 연속 공격 포인트(5골 9도움) 신기록을 세우는 독보적인 활약을 펼쳤고, 김승대는 리그와 ACL을 합해 17경기에서 12골을 기록하였다. 하지만 이명주의 이적 이후 시작된 후반기에는 불안한 모습이 이어졌다. 제주에서 임대해 온 강수일이 후반기에 크게 활약한 것이 그나마 긍정적이었다. FA컵과 ACL 모두 FC 서울과 승부차기까지 가는 접전 끝에 탈락하였으며, 아시안게임에 김승대와 손준호가 차출되며 팀 운영이 더욱 쉽지 않아졌다. 결국 9월 말부터 12경기에서 단 1승을 거두었고, 끝내 리그를 4위로 마감하며 다음 시즌 AFC 챔피언스리그도 참가하지 못하게 되었다. 다만 김승대가 K리그 영플레이어상을 수상함으로써 3년 연속 영플레이어상 수상자를 배출하는 신기록을 세웠다.
2015 시즌을 앞두고 포항은 2년 만에 외국인 선수들을 영입하였지만 김재성, 김형일 등이 팀을 떠나며 불안한 예상이 뒤따르기도 했다. 라자르, 모리츠 등의 외국인 선수들이 크게 활약하지 못하며 7월 초까지 8승 6무 7패를 기록하였으나, 이 무렵 신진호가 오랜 임대에서 돌아오며 팀 분위기가 달라지기 시작했다. 22라운드 서울전 승리를 시작으로 36라운드 성남전까지 15경기 무패(9승 6무)를 기록하였으며, 이 기간 동안 고작 4실점에 그쳤다. 신화용은 포항에서의 열두 번째 시즌을 보내며 무려 17경기 무실점을 기록하였고, 포항의 리그 최소 실점을 이끌었다. 한편 황선홍 감독은 2015 시즌을 끝으로 포항 감독직에서 물러나 휴식을 취하겠다고 발표하였으며, 고별전이었던 서울과의 최종전에서 2-1 승리를 거둬 리그 3위로 시즌을 마무리하였고, 포항에서 리그 통산 99승을 기록하였다.

### 포항의 '잃어버린 1년' (2016)
황선홍 감독이 팀을 떠나기로 결정함에 따라 포항은 새로운 감독을 물색했고 여러 명의 후보 중에서 2014년 AFC U-16 챔피언십 준우승과 2015년 FIFA U-17 월드컵 16강 진출 등의 업적을 거둔 최진철 감독을 팀의 새 감독으로 선임했다. 최진철은 시즌을 앞두고 가진 취임 기자회견에서 K리그 클래식 3위를 목표로 한다고 밝혔다. 하지만 포항은 김승대, 고무열, 신진호, 조찬호, 김태수 등 주축 선수들이 대거 이탈한 가운데 양동현과 조수철만을 영입한 채 시즌에 시작을 맞이하였다. 시즌 첫 경기인 2월 9일 하노이 T&T와의 AFC 챔피언스리그 플레이오프 경기에서는 심동운이 해트트릭을 기록하는 맹활약 속에 3-0으로 승리하여 AFC 챔피언스리그 본선 진출에 성공하였다. 3월 12일 포항 스틸야드에서 열린 K리그 클래식 개막전에서 광주를 상대로 6골을 주고받는 난타전 끝에 3-3으로 비겼으며 이어진 열린 인천 원정 경기에서는 2-0으로 리그 첫 승을 신고하였다. 하지만 신화용, 황지수, 손준호 등 주축 선수들의 부상 등으로 인한 팀의 부진으로 리그에서는 6라운드가 종료된 후 리그 10위까지 처졌으며, 2016 ACL에선 조별 리그에서 탈락했다. 그 후 쓰리백으로 전환하고 여름 이적 시장을 통해 외국인 선수들을 대거 영입하며 분위기 반전을 노렸음에도 성적은 곤두박질쳤고, 9월 21일 인천와의 홈경기에서 패하며 4연패를 기록하였고, 하위 스플릿 추락이 확정되었다. 9월 24일, 최진철 감독은 광주전을 마지막으로 부진한 성적에 책임을 지고 자진 사임한다고 밝혔으며 10개월 만에 포항 감독직에서 물러났다.
그 후 9월 26일, 포항 제6대 감독을 역임한 최순호가 12년 만에 포항 감독으로 취임하였고, 리우 올림픽 국가대표팀 코치를 지낸 김기동이 친정팀의 수석 코치로 합류하였다. 과거 최순호 감독의 부진했던 성적 때문에 다수의 포항팬들이 반발하는 가운데 최순호 감독은 본인에 대한 팬들의 우려를 불식시킬 것이라고 밝혔다. 최순호 감독은 부임 첫 경기인 성남 FC전에서 4-1 대승을 거두며 분위기 반전을 꾀하였지만 기쁨은 오래 가지 못했다. 이어진 하위 스플릿 4경기에서 2무 2패를 기록하며 강등 위기가 눈앞에 오는 듯하였으나, 시즌 마지막 경기인 성남전에서 양동현의 골로 1-0 승리를 거두며 최종 9위로 시즌을 마감하였다.

### 포항의 계속되는 위기 그리고 기회와 3년 만에 상위 스플릿 진출 (2017~2019)
2016 시즌 후, 포항은 모기업인 포스코가 예산 줄이기에 나선 탓에 문창진, 박선주, 김원일, 김준수, 신광훈, 라자르 등 포항에서 오랜 시간을 보낸 선수들이 차례로 이적하였으나, 이에 비해 영입은 이승희, 서보민, 권완규, 조민우, 김동기 등 그 수가 많지 않은 이적시장을 보냈다. 그리고, 김광석, 황지수, 배슬기 등 일부 주축 선수들과는 재계약에 성공하였지만, 13년간 포항의 원클럽맨으로 활약했던 신화용이 에이전트와 연봉 문제에 있어 구단과 이견을 보이며 결국 수원으로 이적함에 따라 팬들의 분노가 이어졌다. 신화용의 빈자리는 수원에서 임대되어 온 노동건과 유스 출신의 골키퍼 강현무가 번갈아 나섰으며, 특히 강현무는 스틸야드에서의 데뷔전을 무실점으로 마친 데 이어 꾸준히 좋은 모습을 보여주었다. 또한 강상우, 권완규가 주전 풀백으로 나서 활발한 활동량을 바탕으로 좋은 모습을 보였고, 양동현, 룰리냐, 심동운 등은 많은 골을 기록하며 공격 면에서 좋은 평가를 받았다. 손준호는 14도움을 기록하며 도움왕에 올라, 포항에서는 10년 만에 도움왕을 배출하게 되었다. 다만 7월, 주전 중앙수비수 김광석이 부상으로 시즌아웃되면서 실점이 급격히 많아졌고, 끝내 한 경기 차이로 A 스플릿에 오르지 못하는 등 수비 면에서는 불안한 시즌이었다.
2018 시즌을 앞두고 양동현은 세레소 오사카로 손준호가 전북으로 이적했지만, 레우 가말류, 알레망, 코너 채프먼, 송승민, 국태정, 류원우, 이후권, 서보민 등을 영입하여 시즌에 돌입하였다. 시즌 초반에는 하위권 성적으로 위기를 맞았으나, 후반기에는 뒷심을 발휘하여 3년 만에 상위 스플릿에 진출하여 리그 4위를 기록하였다.
하지만 2019시즌 시작 후 팀은 부진에 빠지며 다시 하위권으로 내려왔다.

### 김기동 감독 시대 그리고 10년 만에 이룬 FA컵 우승(2019~2023)
2019년 4월, 김기동 감독이 부임했다. 김기동은 2019시즌 하위권으로 내려앉은 포항을 잘 추스려 팀을 상위스플릿으로 올리는데 성공시켰다.
2020시즌에는 새로 영입된 일류첸코, 팔로세비치의 활약에 상위권으로 치고 나왔으며 3위를 기록해 차기 시즌 AFC 챔피언스리그 진출에 성공했다. 이와 같은 공로로 김기동 감독은 2020시즌 K리그 감독상을 수상했다.
2021시즌을 앞두고 일류첸코, 팔로세비치, 김광석과 같은 팀 내 주축 선수들을 떠나보냈다. 그럼에도 새로 영입된 임상협, 신진호 등이 좋은 활약을 보여주어 중위권을 유지하였다. 여름 이적시장에서 팀 내 에이스인 송민규를 전북에 넘기며 논란이 있었지만 새로 영입한 박승욱 등이 좋은 활약을 보여주었다. 정규 리그 종료 후 파이널 B로 떨어졌지만 강등권과의 승점을 벌리는데 성공하면서 조기에 K리그1 잔류를 확정시켰다. AFC 챔피언스리그에서도 순항은 계속되어 나고야 그램퍼스, 울산 현대를 꺾고 결승에 진출했다. 하지만 결승에서 알힐랄 SFC에 패배하면서 준우승에 머물렀다.
그 후, 2023 시즌에는 창단 50주년을 맞아 FA컵에서 전북을 무너뜨리고 10년 만에 우승을 차지하였다.

### 박태하 시대
2023년 12월 15일에 김기동이 FC 서울로 감독직을 옮기자 과거 팀의 원클럽맨이자 한국프로축구연맹에서 기술위원장을 지낸 박태하를 신임 감독으로 선임하였다. 시즌 초반 무패등을 하면서 분위기가 좋았으나 중빈으로 가면서 패가 점점 많아졌고 간신히 스플릿 A로 들어갔다. 스플릿 경기에서는 6경기 무승으로 6위라는 성적으로 리그를 종료 하였다.
한편 코리아컵에서는 결승전에서 울산을 3-1 역전승을 거둬 작년에 이어 2년 연속 우승하였다.

## 선수 명단
참고: FIFA 자격 규정에 따라 소속된 국가대표팀 국기를 표시합니다. 선수는 복수의 FIFA 비회원국 국적을 가지고 있을 수 있습니다.
| 번호 | 포지션 | 국적           | 이름     |
| ---- | ------ | -------------- | -------- |
| 1    | GK     |                | 윤평국   |
| 2    | DF     |                | 어정원   |
| 3    | DF     |                | 이동희   |
| 4    | DF     |                | 전민광   |
| 5    | DF     | 오스트레일리아 | 아스프로 |
| 6    | MF     |                | 김종우   |
| 7    | FW     |                | 김인성   |
| 8    | MF     |                | 오베르단 |
| 9    | FW     |                | 조르지   |
| 10   | MF     |                | 백성동   |
| 11   | FW     |                | 주닝요   |
| 12   | MF     |                | 조재훈   |
| 13   | DF     |                | 강민준   |
| 14   | DF     |                | 박승욱   |
| 15   | FW     |                | 이규민   |
| 17   | DF     |                | 신광훈   |
| 18   | MF     |                | 강현제   |
| 19   | FW     |                | 이호재   |
| 20   | FW     |                | 안재준   |
| 21   | GK     |                | 황인재   |
| 22   | MF     |                | 홍지우   |

| 번호 | 포지션 | 국적 | 이름                   |
| ---- | ------ | ---- | ---------------------- |
| 23   | DF     |      | 이동협                 |
| 24   | DF     |      | 한현서                 |
| 25   | DF     |      | 차준영                 |
| 27   | FW     |      | 박수빈                 |
| 30   | FW     |      | 백승원                 |
| 33   | DF     |      | 조성욱 (성남에서 임대) |
| 37   | FW     |      | 홍윤상                 |
| 40   | MF     |      | 기성용                 |
| 44   | FW     |      | 이헌재                 |
| 66   | DF     |      | 이창우                 |
| 70   | MF     |      | 황서웅                 |
| 77   | FW     |      | 완델손                 |
| 80   | GK     |      | 홍성민                 |
| 88   | MF     |      | 김동진                 |
| 90   | MF     |      | 김동민                 |
| 91   | GK     |      | 권능                   |
| 99   | FW     |      | 조상혁                 |

### 임대 및 군 복무 중인 선수
참고: FIFA 자격 규정에 따라 소속된 국가대표팀 국기를 표시합니다. 선수는 복수의 FIFA 비회원국 국적을 가지고 있을 수 있습니다.
| 번호 | 포지션 | 국적 | 이름                              |
| ---- | ------ | ---- | --------------------------------- |
| —    | DF     |      | 박찬용 (김천 상무에서 군 복무 중) |
| —    | MF     |      | 김준호 (김천 상무에서 군 복무 중) |
| —    | GK     |      | 이승환 (충북 청주 FC로 임대)      |
| —    | DF     |      | 김서진 (천안 시티 FC로 임대)      |
| —    | FW     |      | 김범수 (성남 FC로 임대)           |

## 스태프

### 코칭스태프
| 직위        | 이름            |
| ----------- | --------------- |
| 감독        | 박태하          |
| 수석코치    | 김성재 장대일   |
| 코치        | 김치곤 이규용   |
| 골키퍼 코치 | 김이섭          |
| 피지컬 코치 | 바우지니 하파엘 |

## 기록과 통계

### 우승 기록

#### 국내 대회

##### 리그
- K리그1

● 우승 (5): 1986, 1988, 1992, 2007, 2013
● 준우승 (5): 1985, 1987, 1995, 2004, 2023
- 전국실업축구연맹전

● 우승 (5): 1975춘계, 1981추계, 1982, 1986추계, 1988추계
● 준우승 (2): 1977, 1989춘계

##### 컵
- 코리아컵

● 우승 (6): 1996, 2008, 2012, 2013, 2023, 2024
● 준우승 (3): 2001, 2002, 2007
- 리그컵

● 우승 (2): 1993, 2009
● 준우승 (2): 1996, 1997
- 전국축구선수권대회

● 준우승 (2): 1977, 1985
- 대통령배 전국축구대회

● 우승 (1): 1974
● 준우승 (1): 1989

#### 국제 대회

##### 아시아 대회
- AFC 챔피언스리그 (AFC 챔피언스리그 엘리트 전신)

● 우승 (1): 2009
● 준우승 (1): 2021
- 아시안 클럽 챔피언십

● 우승 (2): 1996-97, 1997-98
- 아시안 슈퍼컵

● 준우승 (2): 1997, 1998

##### 아프로-아시안 클럽 챔피언십
● 준우승 (2): 1997, 1998

##### FIFA 클럽 월드컵
● 3위 (1): 2009

#### 친선 대회
- A3 챔피언스컵

● 준우승 (1): 2005
- 구정컵

● 우승 (1): 2010
- 킹스컵

● 준우승 (1): 1987

### 시즌 결과
| 시즌 | K리그  | K리그       | 코리아컵   | 코리아컵 | 리그컵       | 리그컵 | 챔피언스리그 엘리트    | 챔피언스리그 엘리트 | 클럽월드컵   | 클럽월드컵 |
| 시즌 | 디비전 | 순위        | 대회       | 순위     | 대회         | 순위   | 대회                   | 순위                | 대회         | 순위       |
| ---- | ------ | ----------- | ---------- | -------- | ------------ | ------ | ---------------------- | ------------------- | ------------ | ---------- |
| 1983 | 1부    | 4           | -          | -        | -            | -      | -                      | -                   | -            | -          |
| 1984 | 1부    | 5           | -          | -        | -            | -      | -                      | -                   | -            | -          |
| 1985 | 1부    | 2           | 전국선수권 | 2        | -            | -      | -                      | -                   | -            | -          |
| 1986 | 1부    | 1           | -          | -        | 프로선수권   | 4      | -                      | -                   | -            | -          |
| 1987 | 1부    | 2           | -          | -        | -            | -      | -                      | -                   | -            | -          |
| 1988 | 1부    | 1           | -          | -        | -            | -      | -                      | -                   | -            | -          |
| 1989 | 1부    | 4           | -          | -        | -            | -      | -                      | -                   | -            | -          |
| 1990 | 1부    | 3           | -          | -        | -            | -      | -                      | -                   | -            | -          |
| 1991 | 1부    | 3           | -          | -        | -            | -      | -                      | -                   | -            | -          |
| 1992 | 1부    | 1           | -          | -        | 아디다스컵   | 3      | -                      | -                   | -            | -          |
| 1993 | 1부    | 4           | -          | -        | 아디다스컵   | 1      | -                      | -                   | -            | -          |
| 1994 | 1부    | 3           | -          | -        | 아디다스컵   | 7      | -                      | -                   | -            | -          |
| 1995 | 1부    | 2           | -          | -        | 아디다스컵   | 7      | -                      | -                   | -            | -          |
| 1996 | 1부    | 3           | FA컵       | 1        | 아디다스컵   | 2      | -                      | -                   | -            | -          |
| 1997 | 1부    | 4           | FA컵       | 3        | 아디다스컵   | 7      | 클럽챔피언십           | 1                   | 아프로아시안 | 2          |
| 1997 | 1부    | 4           | FA컵       | 3        | 프로스펙스컵 | 2      | 슈퍼컵                 | 2                   | 아프로아시안 | 2          |
| 1998 | 1부    | 3           | FA컵       | 3        | 아디다스컵   | 3      | 클럽챔피언십           | 1                   | 아프로아시안 | 2          |
| 1998 | 1부    | 3           | FA컵       | 3        | 필립모리스컵 | 9      | 슈퍼컵                 | 2                   | 아프로아시안 | 2          |
| 1999 | 1부    | 5           | FA컵       | 16강     | 아디다스컵   | 3      | 클럽챔피언십           | 8강                 | -            | -          |
| 1999 | 1부    | 5           | FA컵       | 16강     | 대한화재컵   | A조    | 클럽챔피언십           | 8강                 | -            | -          |
| 2000 | 1부    | 9           | FA컵       | 8강      | 아디다스컵   | 8강    | -                      | -                   | -            | -          |
| 2000 | 1부    | 9           | FA컵       | 8강      | 대한화재컵   | 3      | -                      | -                   | -            | -          |
| 2001 | 1부    | 5           | FA컵       | 2        | 아디다스컵   | A조    | -                      | -                   | -            | -          |
| 2002 | 1부    | 6           | FA컵       | 2        | 아디다스컵   | A조    | -                      | -                   | -            | -          |
| 2003 | 1부    | 7           | FA컵       | 8강      | -            | -      | -                      | -                   | -            | -          |
| 2004 | 1부    | 2           | FA컵       | 32강     | 삼성하우젠컵 | 7      | -                      | -                   | -            | -          |
| 2005 | 1부    | 6           | FA컵       | 8강      | 삼성하우젠컵 | 3      | -                      | -                   | -            | -          |
| 2006 | 1부    | 3           | FA컵       | 16강     | 삼성하우젠컵 | 9      | -                      | -                   | -            | -          |
| 2007 | 1부    | 1           | FA컵       | 2        | 삼성하우젠컵 | A조    | -                      | -                   | -            | -          |
| 2008 | 1부    | 6           | FA컵       | 1        | 삼성하우젠컵 | 3      | 챔피언스리그           | E조                 | -            | -          |
| 2009 | 1부    | 3           | FA컵       | 8강      | 피스컵       | 1      | 챔피언스리그           | 1                   | 클럽월드컵   | 3          |
| 2010 | 1부    | 9           | FA컵       | 16강     | 포스코컵     | C조    | 챔피언스리그           | 8강                 | -            | -          |
| 2011 | 1부    | 3           | FA컵       | 3        | 러시앤캐시컵 | 8강    | -                      | -                   | -            | -          |
| 2012 | 1부    | 3           | FA컵       | 1        | -            | -      | 챔피언스리그           | E조                 | -            | -          |
| 2013 | 1부    | 1           | FA컵       | 1        | -            | -      | 챔피언스리그           | G조                 | -            | -          |
| 2014 | 1부    | 4           | FA컵       | 16강     | -            | -      | 챔피언스리그           | 8강                 | -            | -          |
| 2015 | 1부    | 3           | FA컵       | 8강      | -            | -      | -                      | -                   | -            | -          |
| 2016 | 1부    | 9           | FA컵       | 32강     | -            | -      | 챔피언스리그           | H조                 | -            | -          |
| 2017 | 1부    | 7           | FA컵       | 32강     | -            | -      | -                      | -                   | -            | -          |
| 2018 | 1부    | 4           | FA컵       | 32강     | -            | -      | -                      | -                   | -            | -          |
| 2019 | 1부    | 4           | FA컵       | 32강     | -            | -      | -                      | -                   | -            | -          |
| 2020 | 1부    | 3           | FA컵       | 준결승   | -            | -      | -                      | -                   | -            | -          |
| 2021 | 1부    | 9           | FA컵       | 8강      | -            | -      | 챔피언스리그           | 2                   | -            | -          |
| 2022 | 1부    | 3           | FA컵       | 8강      | -            | -      | -                      | -                   | -            | -          |
| 2023 | 1부    | 2           | FA컵       | 1        | -            | -      | 챔피언스리그 (2023-24) | 16강                | -            | -          |
| 2024 | 1부    | 6           | 코리아컵   | 1        | -            | -      | 챔피언스리그 (2023-24) | 16강                | -            | -          |
| 2024 | 1부    | 6           | 코리아컵   | 1        | -            | -      | 엘리트 (2024-25)       | 10위                | -            | -          |
| 2025 | 1부    |             | 코리아컵   |          | -            | -      | 엘리트 (2024-25)       | 10위                | -            | -          |
| 2025 | 1부    | 2 (2025-26) | 코리아컵   |          | -            | -      |                        |                     | -            | -          |

### 역대 감독
- 취임일자는 공식 취임식 일자이며 취임식이 없거나 미상인 경우 공식 선임일자를 기재한다.

| 순번 | 이름              | 취임일자   | 사임일자   | 재임시즌  | 비고 |
| ---- | ----------------- | ---------- | ---------- | --------- | --- |
| 1대  | 한홍기            | 1973/05/02 | 1984/11/29 | 1983-1984 | - 구단 초대 감독 (프로 축구단으로 전환되면서 감독직 승계) |
| 2대  | 최은택            | 1984/11/29 | 1986/12/16 | 1985-1986 | - 1986 구단 최초 K리그 우승 감독 |
| 3대  | 이회택            | 1986/12/16 | 1992/12/31 | 1987-1992 | - 구단 역대 최장수 감독 (6시즌) - 구단 최초 포항 스틸러스 선수 출신 감독 - 1988, 1992 구단 2번째 K리그 우승 (2회) 감독 |
| 대행 | 김순기 김철수     | 1989/04/29 | 1989/??/?? | 1989      | - 구단 최초 감독대행 (이회택 감독의 축구대표팀 감독 차출) |
| 대행 | 조윤옥            | 1989/09/?? | 1990/07/20 | 1989-1990 | - 구단 2번째 감독대행 (이회택 감독의 축구대표팀 감독 차출) |
| 4대  | 허정무            | 1993/01/01 | 1995/11/25 | 1993-1995 | - 구단 최초 리그컵 우승 감독 |
| 대행 | 김순기            | 1994/??/?? | 1994/07/?? | 1994      | - 구단 3번째 감독대행 (허정무 감독의 축구대표팀 코치 차출) |
| 5대  | 박성화            | 1995/12/12 | 2000/07/31 | 1996-2000 | - 구단 역대 2번째 최장수 감독 (5시즌) - 구단 2번째 포항 스틸러스 선수 출신 감독 - 1996 구단 최초 FA컵 우승 감독 - 1996-97, 1997-98 구단 최초 챔피언스리그 우승 (2회) 감독 - 구단 최초 시즌 도중 사퇴한 감독                                                |
| 대행 | 최순호            | 2000/08/01 | 2000/12/31 | 2000      | - 구단 4번째 감독대행 - 2000시즌 감독대행 수행 후 2001시즌부터 정식 감독으로 승격 - 구단 3번째 포항 스틸러스 선수 출신 감독 |
| 6대  | 최순호            | 2001/01/01 | 2004/12/05 | 2001-2004 | - 구단 4번째 감독대행 - 2000시즌 감독대행 수행 후 2001시즌부터 정식 감독으로 승격 - 구단 3번째 포항 스틸러스 선수 출신 감독 |
| 7대  | 세르지우 파리아스 | 2005/01/06 | 2009/12/20 | 2005-2009 | - 구단 역대 2번째 최장수 감독 (5시즌) - 구단 최초 외국인 감독 - 2007 구단 3번째 K리그 우승 감독 - 2008 구단 2번째 FA컵 우승 감독 - 2009 구단 2번째 챔피언스리그 우승 감독 - 구단 2번째 리그컵 우승 감독 - 구단 최초 더블 우승 달성 (챔피언스리그와 리그컵) |
| 8대  | 와우데마르 레모스 | 2010/01/08 | 2010/05/10 | 2010      | - 구단 2번째 외국인 감독 - 구단 2번째 시즌 도중 사퇴한 감독 |
| 대행 | 박창현            | 2010/05/11 | 2010/11/07 | 2010      | - 구단 5번째 감독대행 |
| 9대  | 황선홍            | 2010/12/13 | 2015/11/29 | 2011-2015 | - 구단 역대 2번째 최장수 감독 (5시즌) - 구단 4번째 포항 스틸러스 선수 출신 감독 - 2012, 2013 구단 3번째 , 4번째 FA컵 우승 (2회) 감독 - 2013 구단 4번째 K리그 우승 감독 - 구단 2번째 더블 우승 달성 (K리그와 FA컵)                                          |
| 10대 | 최진철            | 2015/12/28 | 2016/09/24 | 2016      | - 구단 3번째 시즌 도중 사퇴한 감독 |
| 11대 | 최순호            | 2016/09/26 | 2019/04/22 | 2016-2019 | - 구단 4번째 시즌 도중 사퇴한 감독 |
| 12대 | 김기동            | 2019/04/23 | 2023/12/14 | 2019-2023 | - 구단 5번째 포항 스틸러스 선수 출신 감독 - 2023 구단 5번째 FA컵 우승 감독 |
| 13대 | 박태하            | 2023/12/15 |            | 2024-     | - 구단 6번째 포항 스틸러스 선수 출신 감독 - 2024 구단 6번째 코리아컵 우승 감독 |

## 스틸러스 웨이
스틸러스 웨이(Steelers Way)란 2009년 2월 새로 취임한 김태만 사장이 추진한 경기 개혁 방안이다. 팬들에게 재미있고 박진감 있는 경기를 보여주기 위해 '감동이 있는 축구'를 기치로 내걸고 2009년 2월 28일 송라 클럽하우스에서 선포되었다.
기존의 승리수당제를 폐지하고 새로운 요소별 점수 계산법을 도입하여 그에 따른 성과급을 선수들에게 지급하였는데, 이길 경우에 100만원을 지급하지만 졌을 경우에도 경기 내용에 따라 300만원 지급이 가능하다. 평가 항목 요소는 데드타임(30％), 경기매너(30％), 경기력(40％)으로 구성된다. 각 요소별 목표치를 정하고 달성 정도에 따라 채점한다. 구단은 채점 결과를 성과급 지급뿐만 아니라 감독의 연임 여부 및 선수단 연봉 협상의 근거로도 사용할 예정이다.

### 주요 선포 내용
- Playing Time을 5분 이상 더 많이 뛰겠습니다.
- 깨끗한 경기 매너를 꼭 지키겠습니다.
- 심판의 권위를 존중하며 판정을 겸허히 받아들이겠습니다.
- 포항 스틸러스 선수로서 자부심을 가지겠습니다.

### 성과
방안에 대한 평가는 구단 내부뿐만 아니라 프로축구 연맹에서도 긍정적으로 받아들여졌다. 팬들의 재미를 추구한다는 점은 프로축구팀의 공통적인 목표이므로 다른 구단에까지 확산될 수 있는 가능성이 컸고, 2009 리그컵의 우승과 K리그 3위, 특히 AFC 챔피언스리그 우승을 통해 포항 스틸러스만의 운영 방식인 스틸러스 웨이가 크게 주목 받았으며, 경기의 재미 측면에서는 많은 향상이 이루어졌다는 평가가 많았다. 객관적인 통계치로는 2009년 9월 기준 2008 시즌에 대비해, 평균 관중 1만1000명은 1만4000명으로 늘었고 승률도 52%에서 71%까지 증가했다. 득점은 2.19골로 0.6골이 올랐고, 실점은 1골로 0.7골 줄었다.
2010 시즌에는 연맹 자체에서 스틸러스 웨이를 본딴 5분 더 캠페인을 전 구단에 선포하며 스틸러스 웨이의 영향력이 어느 정도였는지 실감하게 하였다.

## 경기장
홈 경기장은 포항스틸야드이다.

## 클럽하우스
클럽하우스는 포항시 북구 송라면에 위치하고 있다. 지하 1층, 지상 3층의 규모에 천연잔디 2면, 인조잔디 2면의 연습구장을 갖추고 있다. 또한 한국 최초로 준공된 프로축구단의 클럽하우스이다.

## 엠블럼
포항 스틸러스의 엠블럼은 크게 6번 바뀌었는데 그 첫 번째 엠블럼은 매우 단순하였다. 동그란 검정 바탕의 문장 가운데 황금색 알파벳 S가 상징적으로 그려졌다. 1984년 2월 포항제철 돌핀스로 팀명칭을 바꾼 후 처음으로 엠블럼을 교체하였는데 그 모양은 축구공을 마스코트인 돌고래가 감싸고 있는 모습을 형상화하였다. 축구공 가운데에는 여전히 S가 삽입되어 있었다.
1985년 2월 포항제철 아톰즈로 팀명칭 변경 후, 만화 캐릭터 우주소년 아톰의 모습을 그대로 엠블럼에 사용하였다. 이는 저작권 문제로 팀 명칭이 바뀔 때까지 그대로 사용되었다. 1997년 1월 포항 스틸러스로의 팀 명칭 변경과 마스코트를 새로 제작했는데 구단 이미지를 연청색으로 표시하고 포항의 푸른 바다에다 머리에는 승리를 의미하는 V자를 새겨 명문 구단으로 도약하겠다는 뜻을 담았다. 그 후 방패 모양의 엠블럼으로 변경했고 다시 한번 빨간색 S자를 형상화한 지금의 엠블렘으로 변경되었다.

## 유니폼
K리그 참가 이전까지 포항제철은 주황색의 단순한 유니폼을 입었다. 1982년부터 검은색, 빨간색의 가로줄 무늬가 등장했으며 1994년까지 사용되었다. 1995년에는 잠시 동안 황금색 유니폼을 입었다가, 1996년부터 1998년까지 파란 계통의 색깔을 사용하였다. 1999년에 들어서 검은색과 빨간색이 전통적으로 사용되기 시작하였다.
- 아디다스- 1984 / 1985~1992
- 프로스펙스 - 1993~1994 / 1995
- 아디다스 - 1996 /1997~1998 / 1999~2000 / 2001
- 디아도라 - 2002
- 푸마 - 2003~2004 / 2005
- 카파 - 2006~2007 / 2008 / 2009~2010 / 2011~2012
- 아테미 - 2013 / 2014
- 험멜 - 2015 / 2016
- 아스토레 - 2017 Armour of Steelers / 쇠돌이 20주년 레트로 패키지 / 2018  Back to the Original / 2019 THE SIX LIGHTS / with ROKMC: Once STEELERS, Always STEELERS / 2020 THE CLASSIC / 스틸야드 30주년 기념 유니폼: Collage de History
- 푸마 - 2021 ~ 2024

## 마스코트
클럽 마스코트는 '쇠돌이'와 '쇠순이'이다.
포항 스틸러스는 2017년 시즌에 '쇠돌이' 마스코트를 도입했다. '쇠돌이'는 강철로 만든 몸체, 포항의 푸른 바다의 파도를 뜻하는 머리, 승리를 의미하는 V자가 새겨진 이마가 특징이며 시크한 표정과 용광로처럼 뜨거운 심장을 가진 반(半)인간-반(半)로봇 소년 마스코트이다. 쇠돌이의 디자인은 1997년 당시에 사용된 엠블럼에 그려져 있던 포항 스틸러스의 마스코트를 복원한 것이며 쇠돌이의 상징 색상은 시안 블루이다.
2018년 시즌에는 '쇠순이' 마스코트를 추가로 도입했다. '쇠순이'는 쇠돌이의 짝으로서 깜찍하고 발랄하지만 강철 심장을 갖고 있는 걸 크러시의 반전 매력을 가진 반(半)인간-반(半)로봇 소녀 마스코트이다. 쇠순이의 디자인은 쇠돌이 디자인을 약간 수정한 것이며 쇠순이의 상징 색상은 검정, 빨강이다.

## 참고 문헌
- “스포츠지원포털 등록 현황”. 대한체육회.
- “KFA 통합경기정보 시스템”. 대한축구협회.
- “K리그 데이터 포털”. 한국프로축구연맹.

## 같이 보기
- FC 포항 스틸러스 R